# Bombay Natural History Society
Die Bombay Natural History Society BNHS (Naturhistorische Gesellschaft Bombay) in Mumbai, Bundesstaat Maharashtra, Indien, ist eine der größten nichtstaatlichen Organisationen (NGO) Indiens, die sich mit der Erforschung und Erhaltung der biologischen Artenvielfalt beschäftigt. Integraler Bestandteil der Arbeit ist der Transfer von Umwelt- und Naturschutzwissen in die Gesellschaft, um in der Bevölkerung ein tieferes Verständnis von Umwelt und Natur zu fördern.

## Ziele
Das Wahlspruch der Naturhistorischen Gesellschaft Bombay lautet:

„Conservation of nature, primarily biological diversity through action based on research, education and public awareness.“

Schutz der Natur, vor allem der biologischen Vielfalt, durch Maßnahmen, die auf Forschung, Bildung und öffentlichem Bewusstsein basieren.

## Arbeit
Die Bombay Natural History Society wurde am 15. September 1883 von sechs Briten und zwei Indern in Bombay, damals Britisch-Indien, gegründet. Seit 1965 hat sie ihren Sitz im Hornbill House in Mumbai.
Die Gesellschaft führt großangelegte Studien zu Vorkommen, Migrationsverhalten, Habitaten und Gefährdungsfaktoren von Vögeln, Reptilien, Säugetieren, Fischen, Insekten und Meeresorganismen Indiens durch und beschäftigt sich darüber hinaus mit der Ökosystemforschung landgebundener und mariner Lebensräume. Weitere Arbeitsbereiche sind umweltrelevante Chemikalien wie Diclofenac oder die Auswirkungen von Tierseuchen wie der Vogelgrippe.
Die renommierte BNHS ist in der indischen Politik, der Wirtschaft und Gesellschaft, aber auch international gut vernetzt. Sie nutzt ihren Einfluss unter anderem bei der Initiierung und Ausweisung von Naturschutzzonen und Nationalparks und vernetzt landesweit andere Organisationen des Umwelt- und Naturschutzes. Sie ist der nationale Partner von BirdLife International.
Die BNHS und ihre Mitglieder wurden vielfach mit wichtigen nationalen und internationalen Preisen des Umwelt- und Naturschutzes ausgezeichnet. So wurde ihrem Präsidenten Salim Ali 1975 der hochdotierte J. Paul Getty Award for Conservation Leadership verliehen. Sie selbst vergibt seit 1996 jährlich den Sálim Ali International Award for Ornithology and Nature Conservation und seit 2019 den J.C. Daniel Conservation Leader Award für Nachwuchswissenschaftler in den Kategorien Junge Männer und Junge Frauen.

## Bildung
Seit 1956 ist die BNHS in einer Kooperation mit der University of Mumbai in die wissenschaftliche Ausbildung eingebunden. Die Gesellschaft wurde von der Universität für die Durchführung eines Masterstudiengangs in Feldornithologie anerkannt. Bald wurde die Anerkennung auf ein PhD-Programm ausgeweitet.
Anlässlich des Jubiläums zum 100. Geburtstag der Gesellschaft wurde der BNHS vom Staat Maharashdra eine Fläche von 33,5 acre (≈ 13,5 Hektar) angrenzend an den Sanjay-Gandhi-Nationalpark zum symbolischen Preis von einer Rupie jährlich überlassen. Der BNHS errichtete bis 1993 ein Umweltbildungszentrum (CEC Conservation Education Centre), in dem naturbezogenes Wissen über Vögel, Reptilien und Schmetterlinge, aber auch in Botanik, marinem Artenschutz und Biodiversität vermittelt wird.
Das breitgefächerte Programm des Zentrums richtet sich an Schüler und Erwachsene, darunter Lehrende und Personen aus der öffentlichen Verwaltung. Es reicht von sonntäglicher Vogelbeobachtung und Naturspaziergängen über Baumpatenschaften, Workshops und Wildcamps zur Tierbeobachtung bis hin zu halbjährlichen oder jährlichen Zertifikatskursen in den vorgenannten Themenfeldern. Es werden Projekte mit Schulen durchgeführt, bei denen Schüler einfache wissenschaftliche Methoden und die zugehörige Dokumentation kennenlernen, die im Naturschutz Anwendung finden, beispielsweise die Artenbestimmung, die Zählung von Individuen oder die Arterfassung mit Wildkameras.
Seit 2005 gibt es ein konzeptionell gleiches Zentrum in Neu-Delhi und seit 2013 eines in Nagpur. Über das CEC in Delhi, das an der Südostgrenze zum Bundesstaat Haryana im Asola Bhatti Wildlife Sanctuary liegt, wurden im Zeitbereich 2005 bis September 2023 über 200.000 Schüler und Erwachsene erreicht. In Nagpur lag ein Schwerpunkt unter anderem in Bildungsbestrebungen für Schüler aus ärmeren Bevölkerungsschichten.
Das BNHS hat darüber hinaus „awareness“-Programme für Mobile Umwelterziehung (MEEU Mobile Environment Education Unit) entwickelt. Im Fokus stehen hier Schüler, die in der Nähe von Schutzgebieten wohnen. Damit wurden im Zeitbereich von 2017 bis 2018 über 20.000 Schüler erreicht.
Weiterhin wurde ab 2014 das Datenbankprojekt „e-Mammal“ entwickelt, wobei Schüler wissenschaftliche Daten mit Kamerafallen erheben. Die Daten zeigen die Größe von Populationen, ihre Aktivitätsmuster und die Art der Habitate. Sie können weltweit von Wissenschaftlern abgerufen und ausgewertet werden. Die Initiative fördert das Verständnis von Kindern zwischen 11 und 14 Jahren in der Anwendung naturwissenschaftlicher Methoden. In diesem Kooperationsprojekt mit dem North Carolina Museum of Natural Sciences und dem Museo de Paleontología (Mexico) stehen inzwischen über 350.000 Aufnahmen für die Auswertung zur Verfügung.

## Logo

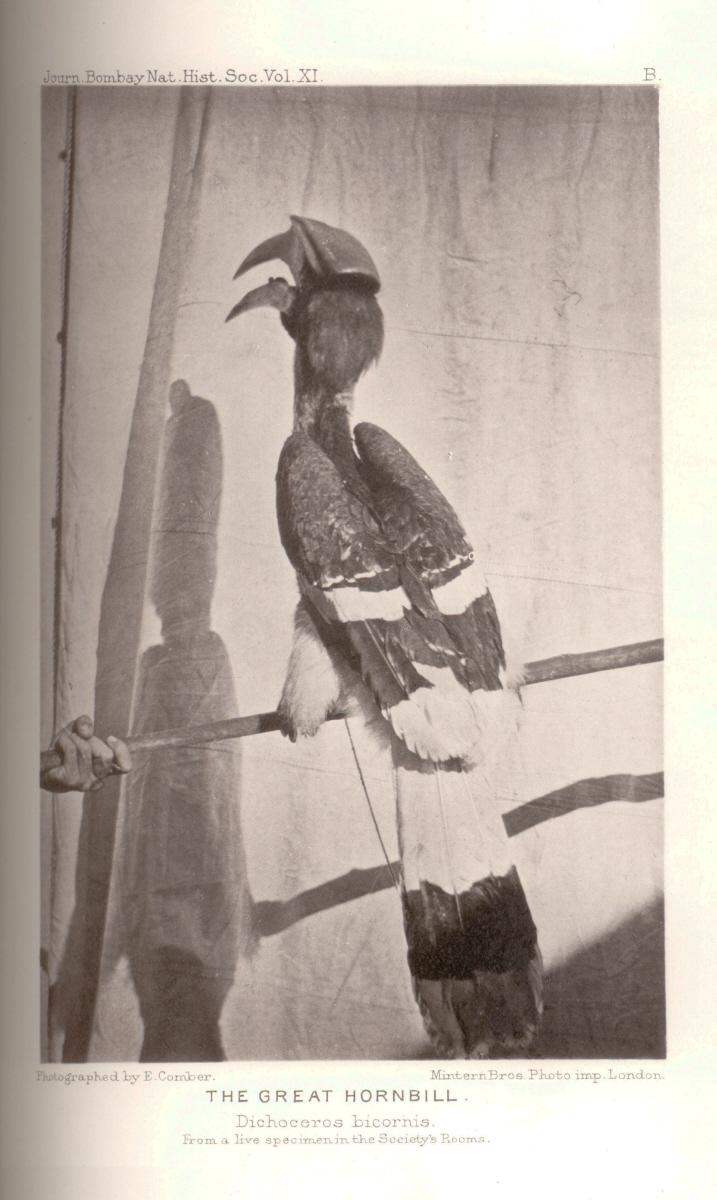
Der Doppelhornvogel William, 1897.

Das Wappentier der BNHS ist seit 1938 ein Doppelhornvogel (englisch: Great Hornbill). Der Vogel, William genannt, lebte von 1894 bis 1920 auf dem Gelände der BNHS und gab Anlass zu einer Reihe von Anekdoten. Er ist namengebend für die Mitgliederzeitschrift der Gesellschaft, Hornbill, darüber hinaus ist er ein Identifikationssymbol in den auf Initiative des BNHS in mehreren Schulen gegründeten Hornbill Nature Clubs.

## Publikationen
Die Naturhistorische Gesellschaft Bombay gibt seit 1886 ohne Unterbrechung viermonatlich das Journal of the Bombay Natural History Society (JBNHS) heraus.
Die vierteljährliche Mitgliederzeitschrift Hornbill wird seit 1976 herausgegeben.
Weiterhin wurden wichtige Monographien und Buchreihen zu den Themenfeldern Vögel, Säugetiere, marine Organismen, Schmetterlinge und anderes veröffentlicht.